# Spilornis
Spilornis G.R.Gray, 1840 è un genere di uccelli della famiglia degli Accipitridi.

## Tassonomia
Il genere comprende le seguenti specie:
- Spilornis cheela (Latham, 1790) - aquila serpentaria crestata
- Spilornis klossi Richmond, 1902 - aquila serpentaria delle Nicobare
- Spilornis kinabaluensis W.L.Sclater, 1919 - aquila serpentaria di Kinabalu
- Spilornis rufipectus Gould, 1858 - aquila serpentaria di Sulawesi
- Spilornis holospilus (Vigors, 1831) - aquila serpentaria delle Filippine
- Spilornis elgini (Blyth, 1863) - aquila serpentaria delle Andamane